# Ratafia catalana
La ratafia catalana és un licor artesanal elaborat tradicionalment a les comarques de Catalunya, macerant nous verdes en aiguardent i que, per aromatitzar-ho, s'afegeixen a la maceració herbes i/o plantes que es recullen fresques la matinada del dia 24 de juny, festa de Sant Joan, als camps del voltant de qui l'elabora. La ratafia catalana té el distintiu reconegut Denominació d'Origen (DO) en el marc de la Unió Europea.
El Departament d'Agricultura, Ramaderia, Pesca i Alimentació de la Generalitat de Catalunya té classificat el licor anomenat ratafia catalana dins de les «Indicacions geogràfiques de begudes espirituoses» com beguda espirituosa produïda en tot el territori de Catalunya.

## Recepta
Ingredients
- Alcohol etílic de 95º
- Nous verdes
- Aigua
- Pell de llimona i de taronja
- Herbes aromàtiques

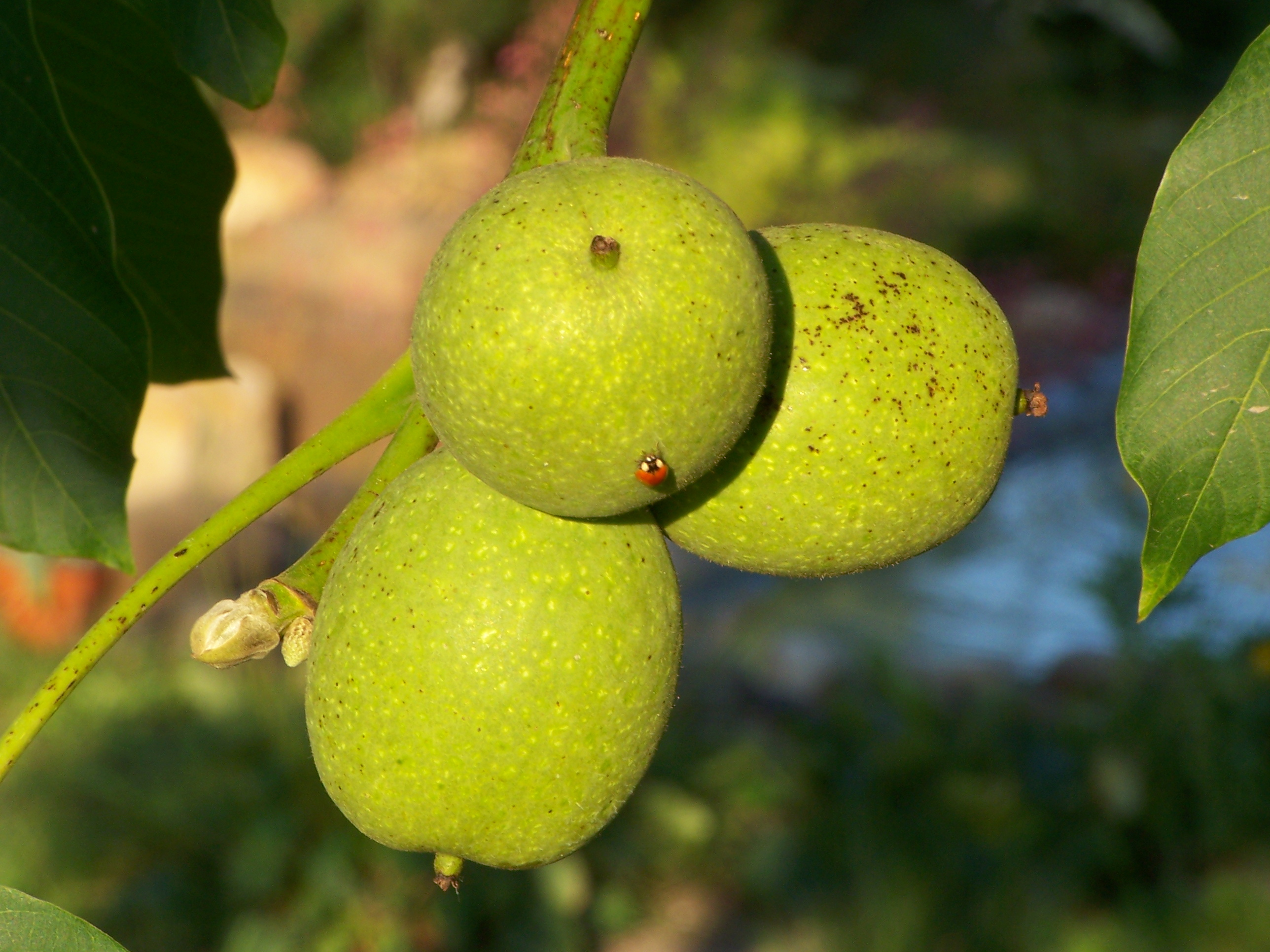
Nous verdes en l'arbre

A cada recepta de ratafia hi ha les herbes i altres plantes que donen el gust particular que es vulgui, sense que hi hagi un gust dominant. Com a exemples: llorer, camamilla, alfàbrega, fonoll, clavells, orenga, figues… Hi ha receptes amb poques herbes o espècies i altres amb més de setanta.
La recepta més antiga que es coneix data de 1842 i prové de la comarca de La Selva. Tot i això, la ratafia a Catalunya té uns orígens molt anteriors. També hi ha ratafies que, sense deixar de ser catalanes, porten ingredients que són d'origen foraster: canyella, nou moscada, xeliàndria... Hi ha moltes varietats de ratafies en gran part per les herbes que a cada zona es poden recollir. Cada artesà té la seva recepta i fa les seves ratafies personals.
Els ingredients, en la proporció necessària per produir la quantitat que es vulgui, es posen a macerar en un contenidor, que pot ser de vidre o de ceràmica i es deixa a l'exterior permanentment durant 40 dies. Se'n diu "a sol i serena". Cada pocs dies es xinxolla el contenidor, si es pot; si el contenidor és molt gros, es remou el contingut amb un pal. Cada comarca i cada elaborador determina si la maceració ha de durar 40 dies o uns altres dies i si ha d'estar moltes hores al sol o menys hores.
Al final de la maceració es treuen i rebutgen els sòlids, per decantació, i per suavitzar-ne el gust aspre, s'hi posa xarop. La gradació d'alcohol no supera habitualment els 30º i s'aconsegueix amb l'addició d'aigua. Tradicionalment es feia amb aigua de pluja però actualment l'aigua mineral envasada és molt correcte. Per afinar el sabor de la ratafia es posa en botes de fusta de roure i es deixa envellir uns anys.

## Història
Els alcohols s'obtenen per destil·lació de vegetals fermentats (fruites com el raïm, les cireres, etc. i cereals com la malta o tubèrculs com les patates) i l'origen de l'alcohol data de quan la cultura àrab era en gran expansió i mitjançant la tècnica de la destil·lació s'obtenien productes cosmètics. La paraula "alcohol" és d'origen àrab i del segle xiii hi ha referència a Arnau de Vilanova i Ramon Llull que varen contribuir a l'estudi de la destil·lació i els productes resultants aplicats a la medicina. La recepta més antiga que es coneix a Catalunya data de 1842 i prové de la comarca de La Selva. Tot i això la ratafia a Catalunya té uns orígens de temps anteriors. Els alcohols utilitzats tradicionalment s'obtenen per destil·lació de brisa de raïm.
El nom és originari del crioll de les Antilles franceses, prové probablement d'un brindis al concloure un acord amb la locució llatina rata fiat [res] (la cosa, el pacte es ratifiqui) i per metonímia la fórmula llatina va donar el seu nom a la beguda que acompanyava l'esdeveniment.
A Catalunya hi ha empreses que comercialitzen ratafies de qualitat reconeguda. Cada any es convoquen fires que cada any a Besalú, Santa Coloma de Farners, Igualada, Centelles, etc. A d'altres països on hi ha nogueres es fa licor amb nous i se'n comercialitzen al mercat de consum. A Itàlia, del licor fet amb la maceració de nous, en diuen nocino.

## Enllaços externs

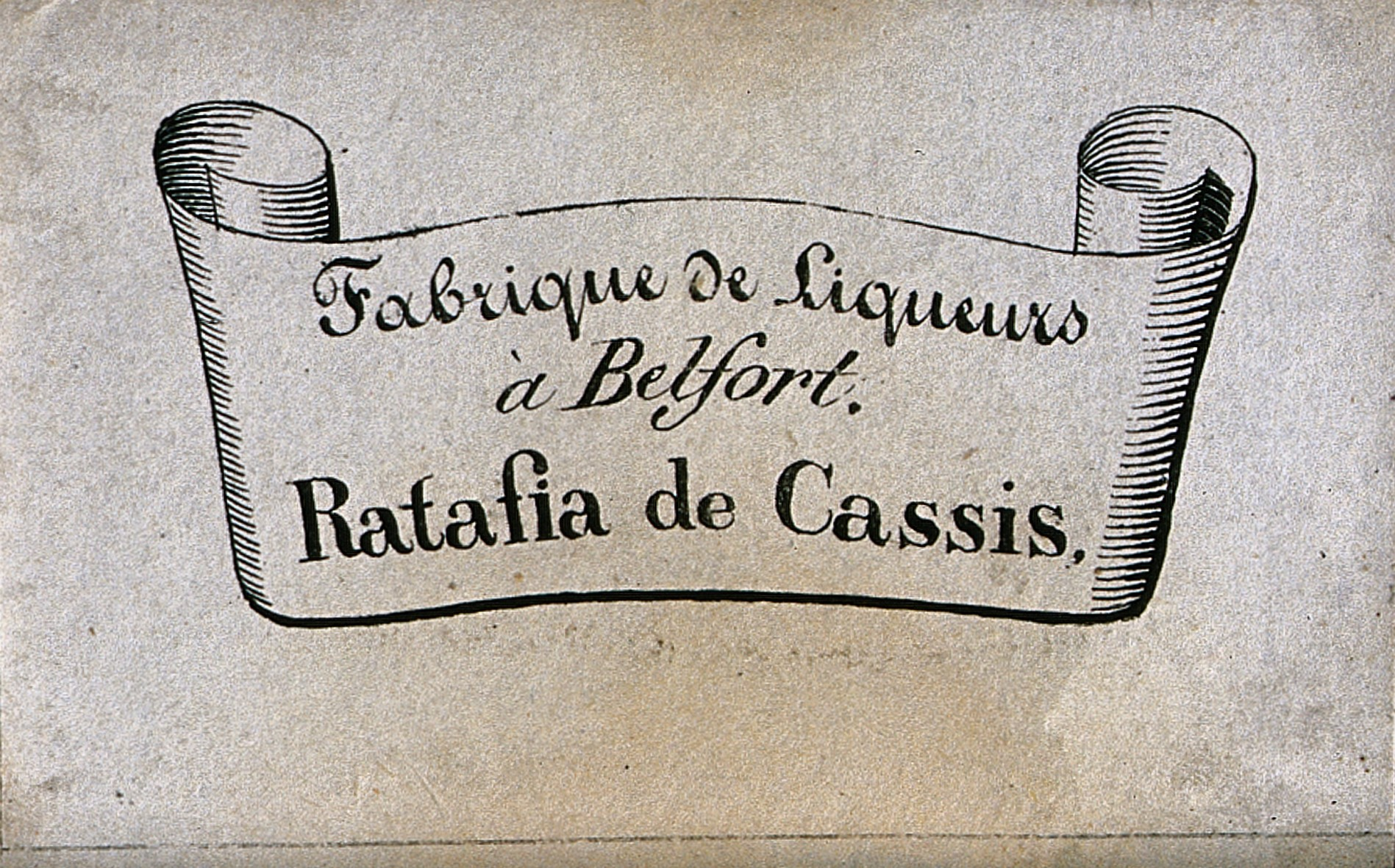
Etiqueta per una ratafia francesa